# Walter Markgraf
Lothar August Walter Markgraf (* 1865 Schweiz; † 1915 in Flandern) war ein deutscher Buddhist, als Novize erhielt er den Namen Dhammanusari (der Wahrheitsergebene).

## Leben

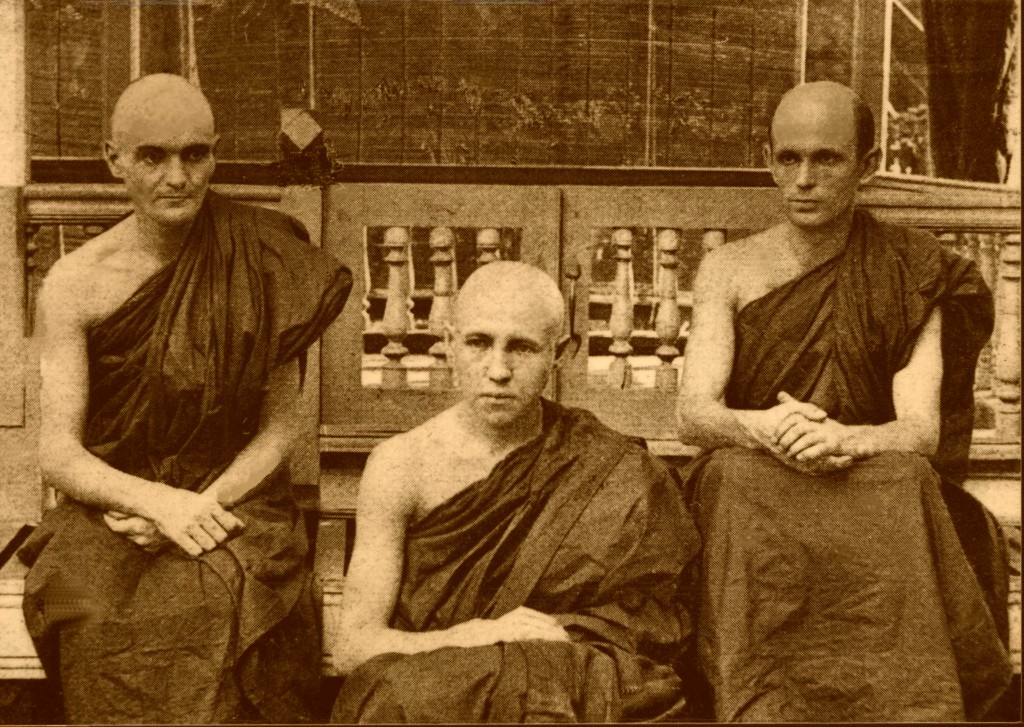
Von links: Silacara, Dhammanusari, und Nyanatiloka, Burma, 1907

1907 reiste er nach Burma. Dort traf er Nyanatiloka. Dieser hatte bisher drei Europäer als Mönchsschüler aufgenommen, Markgraf wurde sein vierter. Nyanatiloka schreibt über ihn in seiner Autobiographie: „Markgraf war nur ein halbes Jahr im gelben Gewand und wurde durch innere Unruhe nach Europa zurückgetrieben. Er hat so auf alle Fälle mehr geleistet, als wenn er Mönch geblieben wäre.“. 1908 reist er als Laie nach Europa zurück.
Am 12. September 1909 gründeten Walter Markgraf, Karl Seidenstücker, Karl Strünckmann, Wolfgang Bohn, und Franz-Joseph Bauer die Deutsche Pali-Gesellschaft, deren Vorsitzender er bis 9. Oktober 1910 war. Als am 18. April 1911 der gesamte Vorstand wegen Differenzen mit Karl Seidenstücker zurücktrat, wurde er wieder Vorsitzender. Er legte im Mai 1913 den Vorsitz nieder, womit die Gesellschaft aufgelöst wurde.
Nach einem unter Pseudonym veröffentlichten Nachruf von 1919 ist er im Herbst 1915 in Flandern gefallen.

## Verleger

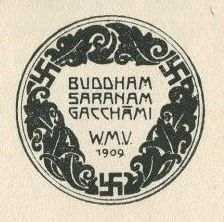
Verlagssignet von 1912

Er gründete am 1. Juli 1909 in Leipzig Verlag und Antiquariat für Buddhismus, Orientalia, orientalische Philologie, den „Buddhistischen Verlag Walter Markgraf“. Das halbkreisförmige Verlagssignet von 1909 zeigt einen nackten Mann, der an einer Mauer schiebt. Im kreisförmigen Verlagssignet ab 1911 mit floralem Muster und drei Hakenkreuzen (im Buddhismus dem Symbol für Glück) steht: „buddham saranam gacchami“, d. h. „Ich nehme Zuflucht zu Buddha“, darunter W.M.V., darunter 1909. Im kreisförmigen Verlagssignet von 1913 mit gezacktem Rand stehen die Buchstaben W, M, und V übereinander, links vom M die 19, rechts vom M die 09.
Außer seinen eigenen Titeln erschienen in seinem Verlag die „Veröffentlichungen der Deutschen Pali-Gesellschaft“, die Zeitschrift „Buddhistische Welt“ (mit eigenen Beiträgen (die letzte Ausgabe von 1913 trägt den Titel „Indien und die buddhistische Welt“)), Flugschriften des Buddhistischen Bundes, von Paul Dahlke „Buddhismus als Weltanschauung“, „Die Bedeutung des Buddhismus für unsere Zeit“, „Aus dem Reich des Buddha. Sieben Erzählungen“, „Buddhismus als Religion und Moral“, und von dem englischen Buddhisten Ananda Metteyya Hefte zum Buddhismus (ausführlich bei Hellmuth Hecker).
Er selbst wohnte in Breslau, was auch Erscheinungsort seiner Bücher ist.
Die Rechte des Verlags und der Verlagsbestand gingen nach dem Krieg an den Verlag des Buchhändlers und Verlegers buddhistischer Literatur Oskar Schloss über, den Oskar-Schloss-Verlag in Neubiberg. Im Vorwort seines Verlagskatalogs von 1924 bezeichnet Oskar Schloss seinen Verlag als denjenigen, „der jetzt der eigentliche Mittelpunkt der buddhistischen Literatur in den deutschsprechenden Ländern geworden ist.“.

## Autor
Im Verlagskatalog des Oskar-Schloss-Verlags von 1924 werden seine drei (ursprünglich in seinem Verlag erschienen) Schriften angeboten:

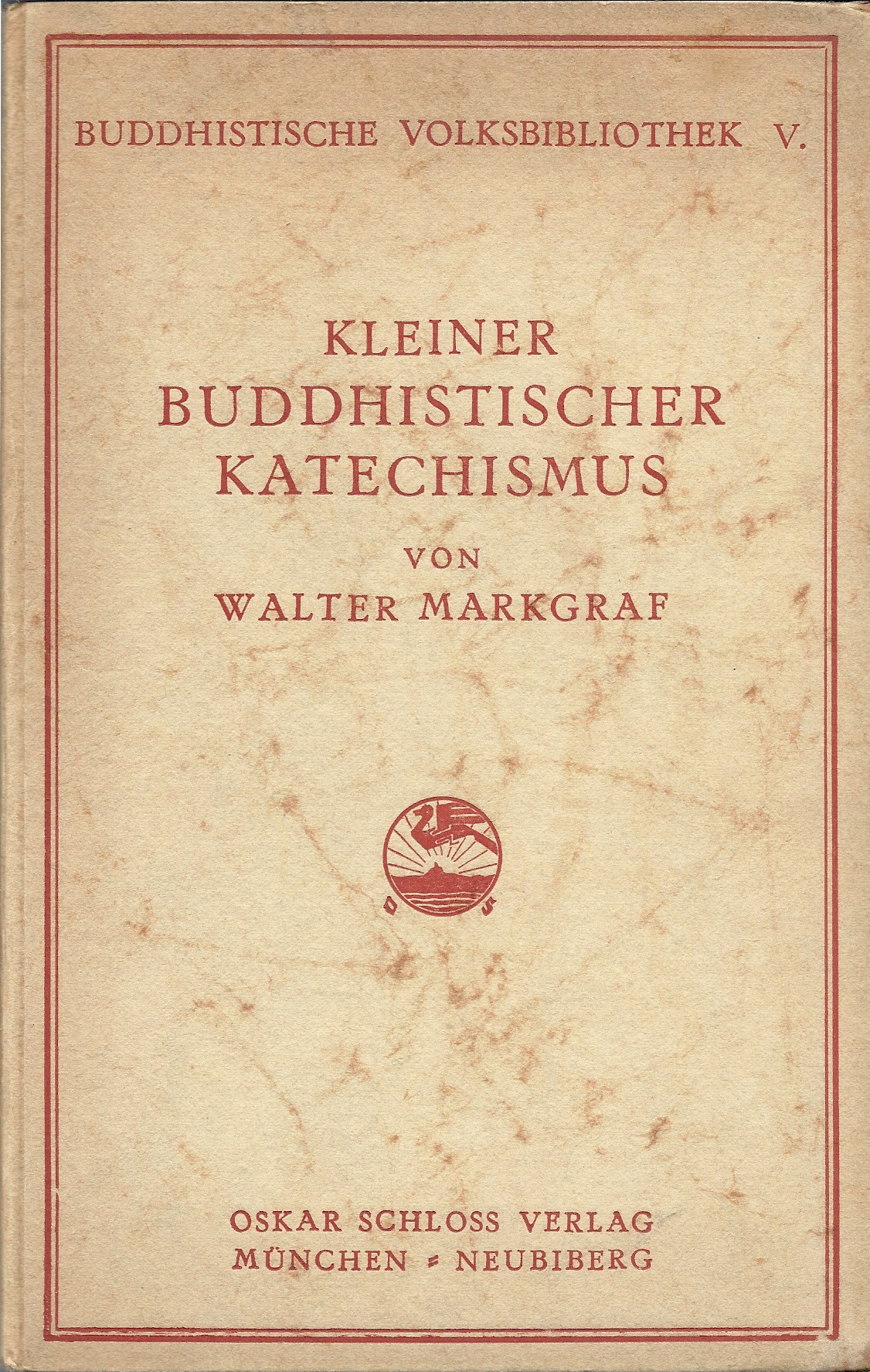
Buddhistischer Katechismus

• Kleiner buddhistischer Katechismus
• Der Pfad der Wahrheit (Dhammapadam)
• Aus Welt und Leid (Gedichte)